# Horndal
Horndal  è un'area urbana della Svezia situata nel comune di Avesta, contea di Dalarna.
La popolazione rilevata nel censimento 2010 era di 1 114 abitanti .